# Бадьвож (приток Шервожа)
Бадьвож — река в России, течёт по территории Княжпогостского района Республики Коми. Устье реки находится в 2 км по левому берегу реки Шервож. Длина реки составляет 10 км.

## Данные водного реестра
По данным государственного водного реестра России относится к Двинско-Печорскому бассейновому округу, водохозяйственный участок реки — Вычегда от города Сыктывкар и до устья, речной подбассейн реки — Вычегда. Речной бассейн реки — Северная Двина.
Код объекта в государственном водном реестре — 03020200212103000021388.